# 第37軍 (日本軍)
第37軍（だいさんじゅうななぐん）は、大日本帝国陸軍の軍の一つ。

## 沿革
1942年4月にボルネオ守備軍が編制され、同月20日に南方軍の戦闘序列に編入、旧英領ボルネオ（現在マレーシアの構成州であるサラワク州、サバ州、連邦領ラブアンおよびブルネイ・ダルサラーム国）の守備を担当した。1944年（昭和19年）9月に名称を第37軍に変更し、引き続きボルネオ守備を担い終戦まで存続。1945年（昭和20年）秋以降に順次引き揚げ、任務完遂を果たした。

## 軍概要

### ボルネオ守備軍
- 通称号：灘（なだ）
- 編成時期：1942年4月11日
- 最終位置：クチン（現・マレーシア連邦サラワク州）
- 上級部隊：南方軍

### 第37軍
- 通称号：灘
- 編成時期：1944年9月12日
- 最終位置：サボン（現・マレーシア連邦サバ州）
- 上級部隊：南方軍

### 歴代司令官

#### ボルネオ守備軍司令官
- 前田利為 予備役中将：1942年4月11日 - 9月5日
- 山脇正隆 予備役中将：1942年9月18日 - 1944年9月22日

#### 第37軍司令官
- 山脇正隆 予備役大将：1944年9月22日 -
- 馬場正郎 中将：1944年12月26日 -

### 歴代参謀長

#### ボルネオ守備軍参謀長
- 馬奈木敬信 少将：1942年4月10日 - 1944年9月22日

#### 第37軍参謀長
- 馬奈木敬信 少将：1944年9月22日 -
- 黒田茂 少将：1945年2月24日 -

### 最終司令部構成
- 司令官：馬場正郎中将
- 参謀長：黒田茂少将
- 高級参謀：高山彦一大佐
  - 作戦参謀：岩橋学中佐
  - 後方参謀：佐藤弥太郎少佐
- 高級副官：江上惣兵衛中佐
- 経理部長：槌田一次主計大佐

### 最終所属部隊
- 独立混成第56旅団　（司令部：貫15890）：明石泰二郎少将
  - 独立歩兵第366大隊（貫15891)：佐藤幸美少佐
  - 独立歩兵第367大隊（貫15892)：筒井与市大佐
  - 独立歩兵第368大隊（貫15893)：木村二郎少佐
  - 独立歩兵第369大隊（貫15894)：櫛山大平少佐
  - 独立歩兵第370大隊（貫15895)：須賀崎森之少佐
  - 独立歩兵第371大隊（貫15896)：奥山七朗大尉
  - 独立混成第56旅団砲兵隊（貫15897：木下重喜少佐
  - 独立混成第56旅団工兵隊（貫15898）
  - 独立混成第56旅団工兵隊通信隊（貫15899）
- 独立混成第71旅団：山村兵衛少将
- 独立混成第25連隊（ゼッセルトン（現・コタキナバル。マレーシア連邦サバ州））：家村新七大佐
- 第37軍憲兵隊（ゼッセルトン）：町口琢大佐
- 第4通信隊司令部
  - 独立有線第124中隊
  - 独立有線第125中隊
  - 独立無線第119小隊（灘12980）
  - 独立無線第120小隊（灘12981→威12981）1944年9月満州・林口にて臨時動員により電信第4連隊から抽出して編成。11月11日マニラ上陸後、同東方拠点で戦闘。1945年9月2日戦闘終結※比島方面部隊略歴（1961年厚生省援護局刊）
  - 独立無線第121小隊（灘12982）
- 独立歩兵第432大隊：田村初雄少佐
- 独立歩兵第454大隊：山田光秋少佐
- 独立歩兵第455大隊：常井忠雄少佐
- 独立歩兵第553大隊：有谷辰蔵少佐
- 独立歩兵第554大隊
- 独立歩兵第774大隊：千葉晃彦大尉
- 独立機関銃第20大隊
- 独立機関銃第22大隊
- 独立野戦高射砲第64中隊
- 独立自動車第307中隊
- 独立自動車第332中隊
- 独立船舶工兵第1中隊
- 海上輸送第10大隊第3中隊
- 建築勤務第75中隊
- 第103野戦道路隊
- 第11野戦郵便隊
- 南方第11陸軍病院（ボーホート）：阿部信一軍医中佐
- 第147兵站病院（ゼッセルトン）：大江捷次郎軍医中佐